# دینگلر (آلاباما)
دینگلر (به انگلیسی: Dingler) یک منطقهٔ مسکونی در ایالات متحده آمریکا است که در آلاباما واقع شده‌است. دینگلر ۲۸۸٫۰۴ متر بالاتر از سطح دریا قرار دارد.